# 924 Toni
A 924 Toni (ideiglenes jelöléssel 1919 GC) a Naprendszer kisbolygóövében található aszteroida. Karl Wilhelm Reinmuth fedezte fel 1919. október 20-án, Heidelbergben.